# Т-23
Т-23 — опытная советская танкетка сопровождения пехоты времён межвоенного периода, разработанная в 1929—1930 годах на основе танкетки Т-17. В 1930 г. было построено 5 прототипов, серийно не производилась.

## История создания
В 1929-1930 годах по заданию штаба РККА и с учётом опыта работ над Т-17 была разработана танкетка Т-23. Она проектировалась под двигатель танка Т-20. Отличалась размещением членов экипажа — в ряд, как у АТ-1.
Первый образец танкетки Т-23 имел корпус из простого железа и двигатель от танка Т-18 мощностью 40 л. с. (29,5 кВт). Для второго образца танкетки Т-23 передали двигатель от недостроенного танка Т-20.
Изготовлялись на 2-м автозаводе ВАТО под руководством С. Иванова. Во время изготовления танкетка подверглась многочисленным доработкам, что изменило её почти до неузнаваемости. Длина корпуса увеличилась почти на 300 мм. Вместо опорных и поддерживающих катков Т-18 применили катки от танка Т-19. Ввели новую облегчённую гусеницу с новым ведущим колесом, чтобы можно было двигаться со скоростью 40 км/час.

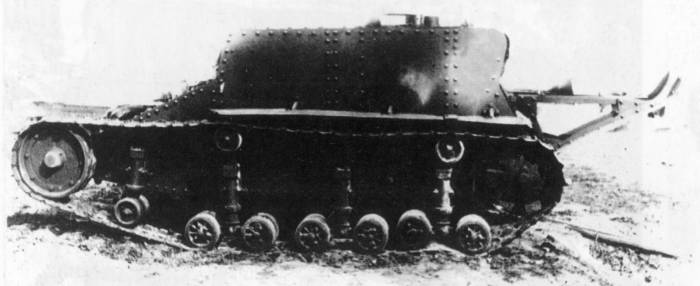
Танкетка Т-23 во время испытаний, вид слева

В итоге танкетка по цене стала сравнима с танком Т-18, а версия, оснащённая башней, превысила и её. Поэтому отказались от их массового производства.
Производство велось в 1930-м году, в течение которого всего было построено 5 прототипов танкетки.

## Описание конструкции

### Компоновка
Компоновка с задним расположением моторно-трансмиссионного отделения.

### Корпус
Корпус каркасного типа, клёпаный.

### Ходовая часть
Подвеска — блокированная на спиральных пружинах, по типу Т-18 (МС-1). Также имелся хвост.

## САУ
На базе Т-23 планировалось построить САУ с 76-мм полковой пушкой, но позже в качестве базы была выбрана танкетка Т-27, на основе которой впоследствии была разработана САУ СУ-76 (КТ-27).